# Dennis J. Bennett
Dennis J. Bennett  (* 28. Oktober 1917 in London; † 1. November 1991) war ein US-amerikanischer Priester der Episkopalkirche und Wegbereiter der Charismatischen Bewegung.

## Leben
Bennett wurde in London geboren, wuchs jedoch in Kalifornien auf. Er studierte am San Jose State College und dem Chicago Theological Seminary. Nach dem Studium arbeitete er zunächst als Pastor einer kongregationalistischen Kirche, entschied sich jedoch im Jahr 1951 zu einem Übertritt in die Episkopalkirche, um dort Priester zu werden.
Am 3. April 1960 bekannte Bennett in seiner Kirche, der St. Mark’s Episcopal Church in Van Nuys, dass er die Taufe im Heiligen Geist und die Spracheingabe („Zungenrede“) empfangen habe. Bennett wurde gebeten, seine Ämter niederzulegen, in der Gemeinde breiteten sich jedoch die neuen Erfahrungen der Geistestaufe und der Zungenrede weiter aus. Die Geschehnisse um das Bekenntnis Bennetts werden als Ursprung der charismatischen Bewegung in der Episkopalkirche angesehen.

## Werke
- Nine O’Clock in the Morning ISBN 978-0-88270-629-0
- The Holy Spirit and You ISBN 978-0-902088-68-9